# 约翰·卡尔·芒罗哈密尔顿国际机场
约翰·卡尔·芒罗哈密尔顿国际机场（英語：John C. Munro Hamilton International Airport）是加拿大安大略省哈密尔顿的国际机场，位於該市的希望山社區（Mount Hope），以该城出生的国会议员、前劳工部长约翰·卡尔·芒罗命名。此機場也是加拿大戰機博物館（Canadian Warplane Heritage Museum）所在。

## 歷史
哈密爾頓首座機場於1929年啓用，位於該市北里德大道（Reid Avenue North）和登斯梅道（Dunsmure Road）的交界處，名為「哈密爾頓市立機場」（Hamilton Municipal Airport）。到了1930年代，皇家加拿大空軍成為該機場的主要用戶。該機場於1950年代關閉，並改建成住宅區。
為了配合第二次世界大戰期間的英聯邦空軍訓練計劃（British Commonwealth Air Training Plan），加拿大軍方於1940年在現哈密爾頓機場所在興建一座軍用機場。機場設有三條跑道，各長945（3,100英尺），構成一個三角形；此佈局與其他在英聯邦空軍訓練計劃下興建的機場相若。隨著皇家加拿大空軍機隊於1950年代末引入噴射機，06/24跑道和12/30跑道亦分別延長至1,828（5,997英尺）和1,524（5,000英尺）。
二戰過後，機場逐步引入民航功能。到了1963年，加拿大國防部宣佈軍方不再需要使用哈密爾頓機場，並將機場業權轉交加拿大交通部，機場的軍用功能遂於1964年全面終結。加拿大交通部於1967年將機場的營運權交予哈密爾頓市政府，但保留機場的業權。
1980年代初，代表哈密爾頓東選區的國會議員約翰·卡爾·芒羅成功向聯邦政府爭取5500萬加元撥款，用作改善機場的設施。機場擴建工程於1981年展開，項目包括重建12/30跑道並將之延長至2,438（7,999英尺）、增設滑行道和改善固有滑行道、新建停車場、擴建客運大樓和新建消防局等，於1986年完成。16/34跑道同時改建成滑行道，以容許飛機從客運大樓通往12/30跑道。
1993年2月15日，機場遭遇火警，3號飛機庫和加拿大戰機博物館的其中一個飛機庫皆告焚毀。事後咸美頓-溫特窩夫區域政府（Hamilton-Wentworth Regional Municipality）宣佈撥款1200萬元重建戰機博物館；復修後的戰機博物館於1996年3月2日對外開放。
加拿大交通部於1994年公佈新的全國機場政策，當中包括將旗下持有的地方機場業權轉交其他單位；當局遂於1996年12月20日將哈密爾頓機場的業權交予咸美頓-溫特窩夫區域政府。由於區域政府缺乏營運機場的經驗，當局在接管機場前率先對外尋求私人企業作機場的營運商。贸易港国际公司（Tradeport International Corporation）投得機場的營運權，有效期為40年，1996年7月1日起生效。
西捷航空於2000年擴充加拿大東部業務，並將其加東樞紐設於哈密爾頓機場。到了2004年，為了更有效與加拿大航空爭奪商務旅客的業務，西捷航空將其加東樞紐遷至多倫多皮爾遜國際機場。該公司保留了大部分來往哈密爾頓和其他地點的航班，但來往蒙特婁和渥太華的航班則改往皮爾遜機場起發。另一方面，加捷航空（CanJet）於2003年增設來往哈密爾頓的班機，但隨著加拿大爵士航空（Air Canada Jazz）於2005年宣佈開辦哈密爾頓來往蒙特婁和渥太華的航班，加捷航空於同年全面撤離哈密爾頓。2008年7月31日，加拿大爵士航空以燃油價格高企為由，宣佈撤離哈密爾頓機場，但該公司則於2016年5月復辦來往哈密爾頓和蒙特婁的航班。
2007年末，贸易港国际公司和 Citi Corp. 從哈密爾頓市政府購地，以備日後將06/24跑道延長至9,000英尺（2,700）；項目建議於2015年-19年間展開。

## 航空公司和目的地

### 客運
| 航空公司  | 目的地 |
| --------- | --- |
| 越洋航空  | 季節性： 坎昆、科科岛、Puerto Plata、Punta Cana、圣克拉拉（2019年12月20日開辦）、巴拉德罗                                                                                       |
| 陽翼航空  | 季節性： 坎昆（2019年12月15日開辦）、Cayo Coco（2019年12月15日開辦）、蒙特哥贝（2019年12月14日恢复）、Punta Cana（2019年11月8日恢复）、圣克拉拉（2019年12月13日開辦）、巴拉德罗 |
| Swoop航空 | 阿伯茲福德、坎昆、埃德蒙顿、劳德代尔堡、哈利法克斯、拉斯维加斯、Montego Bay、奥兰多、温尼伯 季節性： Puerto Vallarta、坦帕                                                      |
| 西捷航空  | 卡加利 |

### 貨運

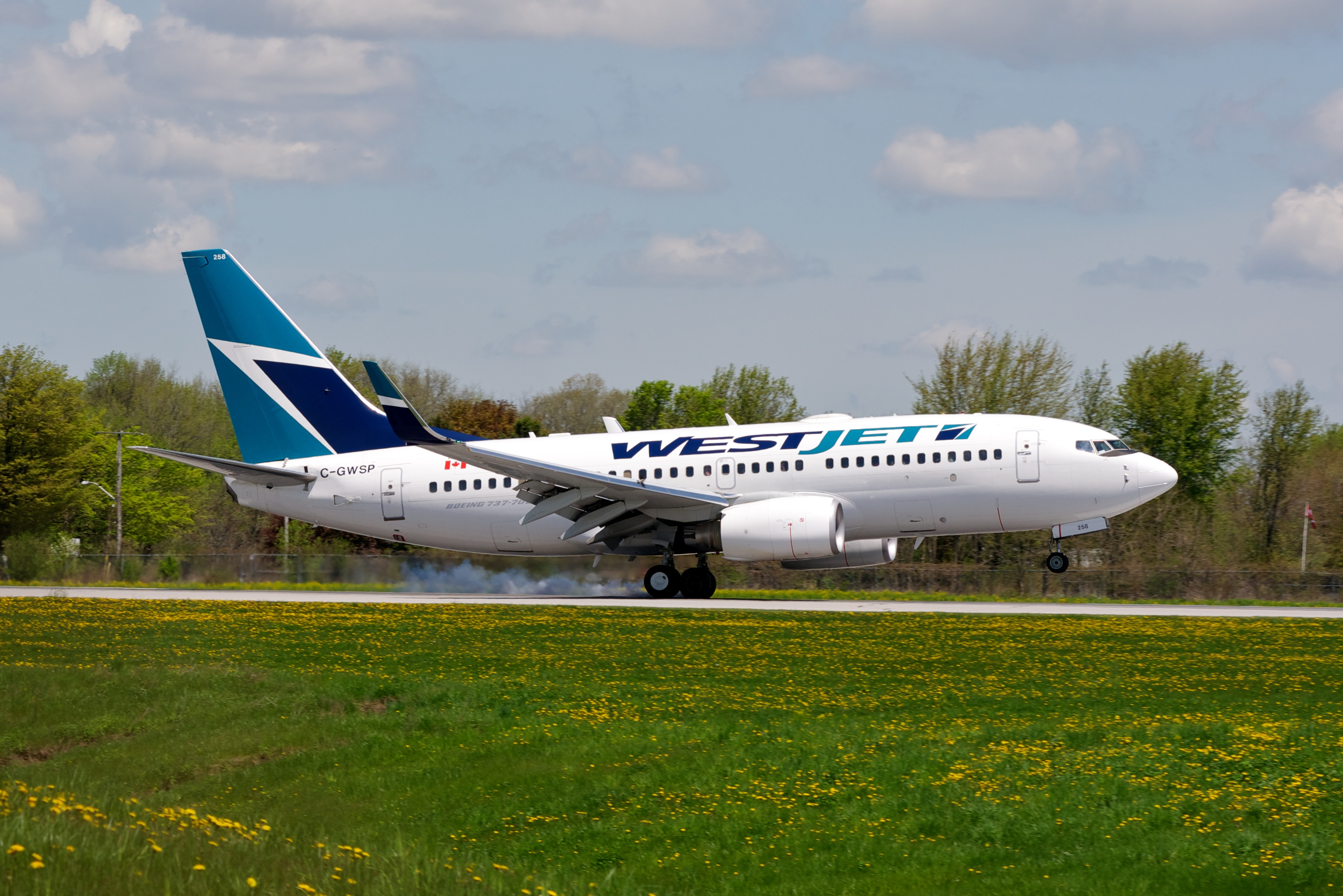
一部西捷航空波音737-700型號客機在哈密爾頓機場降落

| 航空公司         | 目的地 |
| ---------------- | --- |
| Cargojet Airways | 阿克倫-坎頓、卡加利、辛辛那提、科隆/波恩、埃德蒙顿、哈利法克斯、蒙克頓、蒙特利尔-米拉贝勒、渥太華、聖約翰斯、溫哥華、温尼伯 |
| Castle Aviation  | 阿克倫-坎頓、克里夫蘭 |
| 敦豪航空         | 辛辛那提 |
| SkyLink Express  | 金斯顿、路易維爾、马斯科卡、紐約-甘迺迪、北灣、蘇聖瑪麗、薩德伯里、溫莎                                                     |
| 联合包裹服务航空 | 路易維爾 |

## 統計
| 時間 | 乘客    | 變化%   |
| ---- | ------- | ------- |
| 2010 | 387,831 | ━       |
| 2011 | 332,659 | ▼ 14.2% |
| 2012 | 351,491 | ▲ 5.6%  |
| 2013 | 341,740 | ▼ -2.8% |
| 2014 | 332,378 | ▼ -2.7% |
| 2015 | 312,839 | ▼ -5.9% |
| 2016 | 333,368 | ▲ 6.7%  |
| 2017 | 599,146 | ▲ 80%   |
| 2018 | 725,630 | ▲ 21%   |